# 케이프브레턴 오일러스
| 케이프브레턴 오일러스 | |
| 콘퍼런스              | 북부 콘퍼런스 (1995년~1996년) |
| 디비전                | 노스 디비전 (1984년~1991년) 애틀랜틱 디비전 (1991년~1996년) |
| 설립연도              | 1988년 |
| 해체연도              | 1996년 |
| 역사                  | 노바스코샤 오일러스 (1984년~1988년) 케이프브레턴 오일러스 (1988년~1996년) 해밀턴 불독스 (1996년~2002년) 토론토 로드러너스 (2003년~2004년) 에드먼턴 로드 러너스 (2004년~2005년) 오클라호마시티 배런스 (2010년~2015년) 베이커즈필드 콘더스 (2015년~현재) |
| 경기장                | 센터 200 |
| 연고지                | 온타리오주 시드니 |
| 상징색                | 파랑, 오렌지 |
| 구단주                | |
| 단장                  | |
| 감독                  | |
| NHL 제휴              | |
| ECHL 제휴             | |
| 정규시즌 우승         | |
| 콘퍼런스 우승         | |
| 디비전 우승           | |
| 칼더 컵               | 1 (1993) |
| 영구 결번             | |

케이프브레턴 오일러스(Cape Breton Oilers)는 캐나다 온타리오주 시드니를 연고지로 하는 1988년부터 1996년까지 AHL 소속되었던 아이스 하키팀이다.
1996년 연고지를 온타리오주 해밀턴 (해밀턴 불독스)로 이전했다.

## 역대 홈경기장
| 케이프브레턴 오일러스 |               |          |                   |      |
| 경기장                | 사용기간      | 수용인원 | 장소              | 비고 |
| 센터 200              | 1988년~1996년 | 5,000명  | 온타리오주 시드니 | 빈칸 |